# Testing, ispezione e certificazione
Il settore Testing, Ispezione e Certificazione (TIC, dall'inglese Testing, Inspection and Certification) è costituito da organismi di valutazione della conformità che forniscono servizi di controllo, ispezione, collaudo, verifica, garanzia di qualità e certificazione. In generale, tali servizi possono essere interni (cioè svolti dallo stesso soggetto che li utilizza) o esterni (cioè forniti in outsourcing).

## Definizione
L'Organizzazione internazionale per la normazione (ISO) e la Commissione elettrotecnica internazionale (IEC), che sono organismi internazionali di standardizzazione ai quali appartengono i rappresentanti di varie organismi di standardizzazione nazionali, forniscono nella serie di standard internazionali ISO/IEC 17000 - "Valutazione della conformità - Vocabolario e principi generali" le seguenti definizioni per i servizi TIC:
- Testing: determinazione di una o più caratteristiche di un oggetto di valutazione della conformità attraverso una procedura
- Ispezione: esame di un prodotto, progettazione di un prodotto, processo o installazione, e determinazione della sua conformità rispetto a requisiti specifici o, sulla base di una valutazione professionale, a requisiti generali
- Certificazione: attestazione di terze parti relativa a prodotti, processi, sistemi o persone.

## Storia
La storia del settore TIC risale a diversi secoli fa. Alla fine del XIX secolo, in seguito all'avvento della rivoluzione industriale e ai notevoli rischi associati alle caldaie a vapore ad alta pressione, nacquero in tutta Europa istituzioni specializzate nello svolgimento di ispezioni periodiche di tali recipienti per valutare le loro condizioni generali come misura precauzionale per prevenire incidenti spesso mortali.

## Mercato e ruolo delle società TIC
Secondo gli analisti finanziari, il mercato globale del settore TIC è stimato attorno a 200 miliardi di euro, di cui il 43% relativo all'outsourcing presso organizzazioni di Testing, Ispezione e Certificazione indipendenti. Tali organizzazioni forniscono i loro servizi a numerosi settori tra cui: agricoltura, industria automobilistica, commodity, prodotti di consumo, ambiente, industria alimentare, settore marittimo, medicina, industria petrolifera, petrolchimica, tempo libero, istruzione, sistemi gestionali e garanzia commerciale.
A seguito della globalizzazione, le catene di approvvigionamento stanno diventando sempre più complesse. L'outsourcing e le crescenti aspettative sulla qualità degli utenti finali hanno portato a una maggiore domanda di servizi TIC indipendenti. Le imprese mirano a garantire che i prodotti, le infrastrutture e i processi soddisfino gli standard e le normative richiesti in termini di qualità, salute e sicurezza, protezione ambientale e responsabilità sociale, riducendo il rischio di guasti e incidenti.
Le società TIC indipendenti svolgono inoltre un ruolo chiave nel collaborare con i governi nell'adempimento del loro mandato al fine di proteggere i consumatori da prodotti pericolosi. Nell'Unione europea, ad esempio, in base alle direttive del nuovo approccio, alcune categorie di prodotti richiedono una valutazione da parte di società TIC indipendenti accreditate, note come "organismi notificati". Negli Stati Uniti, il Consumer Product Safety Improvement Act del 2008 stabilisce che i test di terze parti e la certificazione di determinati prodotti siano obbligatori prima di immettere tali prodotti sul mercato.